# PASKAL
Pasukan Khas Laut (Fuerzas Navales Especiales de Guerra, abreviado como PASKAL en jawi: ڤاسوكن خاص لاوت) Es la principal fuerza de operaciones especiales de la Real Armada Malasia (Tentera Laut Diraja Malaysia, TLDM).
Aún que PASKAL fue creada como unidad de lucha contra el terrorismo marítimo, se ha convertido en una unidad de operaciones especiales multifuncional, con funciones como operaciones de alto riesgo, incluyendo operaciones de acción directa, operaciones de reconocimiento especial y otras misiones especializadas. PASKAL está integrada exclusivamente por hombres, establecida oficialmente el 1 de octubre de 1980, después de un período de preparación de cinco años, con el propósito de hacer cumplir las reclamaciones marítimas de la Zona Económica Exclusiva de Malasia mediante operaciones marítimas, aéreas y terrestres.

## Historia
EEl PASKAL fue fundado no oficialmente en el año 1977. Se conocía entonces como la Unidad de Comando Naval de la Real Armada de Malasia, con base en Woodlands, Singapur. Este centro de entrenamiento era conocido anteriormente como KD Pelandok, ubicado en el campo de Khatib, Sembawang, Singapur. La unidad estaba bajo la Organización del Regimiento de Seguridad (en malayo: Organisasi Rejimen Keselamatan), que actualmente se conoce como el preboste de la marina de guerra (en malayo: Provos Tentera Laut; Protela).
PASKAL tuvo su origen en la necesidad identificada de contar con un regimiento de seguridad entrenado en operaciones marítimas modernas. Su objetivo principal era la protección de las bases navales y de los activos nacionales de Malasia. En ese entonces, la principal base de la TLDM era conocida como KD Malaya (Kapal Diraja Malaya), ubicada en Woodlands, Singapur, desde la independencia. Esta base fue transferida posteriormente a una nueva base naval en Lumut, Perak, una vez finalizada su construcción en 1979.
El Regimiento de Seguridad estaba compuesto en su mayoría por marineros responsables de la vigilancia de sitios estratégicos, como bases y depósitos de municiones. Cuando la base naval principal en Lumut estuvo operativa, la jefatura de PASKAL fue establecida allí en 1981.

### Entrenamiento inicial
A raíz de la Convención de las Naciones Unidas sobre el Derecho del Mar (UNCLOS), Malasia fue una de las primeras naciones en reclamar el derecho de extender sus fronteras marítimas más allá del límite anterior de las aguas territoriales. La nueva unidad recibió entrenamiento básico en el Centro de Entrenamiento de Guerra Especial, en Sungai Udang, Malaca, impartido por el Grup Gerak Khas.
En 1977, el primer contingente se dividió en dos grupos. El primero fue enviado al curso de comando en selva del cuerpo de marines indonesio (en indonesio: Komando Hutan; Kohut), en el Centro de Entrenamiento de Combate (en indonesio: Pusat Latihan Tempur; Puslatpur), en Selogiri, Banyuwangi, Indonesia. El segundo grupo, conformado por 30 oficiales, fue enviado al Centro de Entrenamiento de Infantería de Marina (en indonesio: Pusat Pendidikan Marinir; Pusdikmar), en Kota Pahlawan, Surabaya, Indonesia, donde recibió entrenamiento de comandos y en selva impartido por la marina indonesia KOPASKA. A su regreso, estos cuadros fueron reconocidos como comandos de la Armada.
Para realzar y diversificar su sistema de habilidad entrenaron en Portsmouth, Reino Unido con los Comandos de Royal Marines de Reino Unido y en California por SEALs. Unos cuantos, incluido el oficial superior de la RMN, el Teniente Comandante Ahmad Ramli Kardi viajaron a Coronado, California y Norfolk, Virginia para recibir entrenamiento adicional de los SEAL.

### Zona económica exclusiva
En abril de 1980, Malasia declaró que su ZEE alcanzaba 200 millas náuticas desde la costa, tal como lo estipulaba la UNCLOS. Esta decisión afectó el plan de desarrollo ya que una flota naval es directamente responsable de controlar y proteger sus aguas nacionales y ha hecho de Malasia una nación litoral marítima de unos 598.450 kilómetros cuadrados incluyendo unos cuatro y medio mil kilómetros de costa y más Mil islas.
El 1 de octubre de 1982, PASKAL fue oficialmente establecido como el instrumento utilizado para hacer cumplir la ZEE de Malasia. En un esfuerzo por fortalecer su derecho sobre las aguas de Spratly Islands, el Consejo de Seguridad Nacional de Malasia ordenó a PASKAL como agentes de lucha contra el Terrorismo Marítimo en 1991.

## Comando del equipo
El 15 de abril de 2009, el Comando del Equipo PASKAL (PTC) fue oficialmente nombrado KD Panglima Hitam en una ceremonia celebrada en la Royal Navy de Malasia en Lumut, Perak por el Rey de Malasia, Yang di-Pertuan Agong [ Tuanku Mizan Zainal Abidin]] para honrar el servicio de PASKAL.
KD Panglima Hitam, inspirado por Su Majestad Sultán de Selangor, el Sultán Sharafuddin Idris Shah Al Haj ibni Al Marhum Sultán Salahuddin Abdul Aziz Shah Al Haj como capitán honorario de la Armada. Un total de 34 nombres de sultanes y 56 nombres comunes han sido propuestos a la RMN y fueron elegidos: KD Panglima Hitam, KD Halilintar y el KD Maharaja Lela.
Panglima Hitam es un título tradicional otorgado a los guerreros probados durante la era de los diversos sultanatos malayos en Perak, Selangor y Johore refiriéndose a un guerrero experto en tácticas de combate. El simbolismo de la historia y el mito de Panglima Hitam sigue siendo emblemático, representando la fuerza, la destreza militar y el sentido estratégico.

### Ejemplos

#### Taiping, Perak
Durante su paso con sus siete hermanos en Makassar, Sulawesi, Daeng Kuning se estableció en Kuala Larut mientras sus hermanos continuaban a otros destinos en el archipiélago malayo. A lo largo de su vida llevaba ropa negra y era más hábil en defensa propia que sus hermanos.

#### Kuala Selangor, Selangor
Fue guardaespaldas del sultán Ibrahim, el segundo sultán de Selangor y el sultán Muhammad, el tercer sultán de Selangor. Su cuerpo fue enterrado junto a las tumbas de los reyes en la colina de Malawati. Antes de su muerte, se le ordenó estrictamente que fuera enterrado fuera de la tumba real.

#### Jugra, Selangor
Un guardaespaldas durante el reinado del difunto sultán Abdul Samad, el cuarto sultán de Selangor. Por historias orales de los ancianos, su verdadero nombre es Daeng Ali y su tumba se encuentra en el Mausoleo Real de Jugra.

#### Muar, Johor
Su nombre verdadero es Baginda Zahiruddin y él es de Padang Pariaman Minangkabau, isla de Sumatera, Indonesia. Es el fundador de Silat Lintau en Indonesia y llegó a Malaya en los siglos XVI. Trabajó con la población local para erradicar y eliminar la piratería en el estuario de Sungai Muar.

#### Segamat, Johor
Él era el líder militar responsable de derrotar a los grupos rebeldes durante la guerra de Jementah, que ocurrió en el área de Segamat. Su tumba está situada en Jementah en Segamat, Johor.

## Funciones y responsabilidades
Una función de PASKAL es lanzar operaciones ofensivas independientemente vía mar, tierra y aire en aguas controladas por el enemigo. Los agentes de PASKAL están capacitados para llevar a cabo operaciones marítimas tales como secuestro de piratas, barcos y plataformas petrolíferas. (La seguridad de más de treinta plataformas petroleras en aguas de Malasia es responsabilidad de PASKAL.) La unidad realiza ejercicios de entrenamiento regulares en cada plataforma.
Otros roles de PASKAL incluyen asegurar cabezas de playa, ataques de reconocimiento de penetración profunda, estructura y demolición submarina y sabotaje. PASKAL también maneja el sabotaje submarino en el puerto, el asalto a embarcaciones, las misiones antiterroristas, las tácticas de infiltración y las líneas enemigas y el desminado.
El entrenamiento especial de la unión con las unidades especiales del ejército se conduce regularmente en habilidades especializadas tales como saltos de paracaídas del overwater y del paracaídas de la tierra de la elevación (HALO/HAHO).
Los destacamentos de PASKAL están estacionados en estaciones sensibles de la costa de Malasia, particularmente en el atolón de Layang-Layang, mientras que otros destacamentos se colocan permanentemente en naves TLDM.

## Selección y formación
Como unidad de las Fuerzas Especiales, el personal de PASKAL debe ser mentalmente y físicamente ágil. Cada nuevo aprendiz se somete a tres meses del Curso de Comando Básico en la Base Naval Lumut de la TLDM.
Los solicitantes deben ser menores de 30 años y sanos. Deben completar y aprobar el Curso de Comando Básico antes de asistir al Centro de Entrenamiento de Guerra Especial (SWTC, PULPAK) en Sungai Udang, Malaca para someterse a entrenamiento básico en paracaídas.
A continuación se presenta el curso Advanced First Class donde reciben capacitación en campos como medic, comunicaciones, explosivos y reparación mecánico-eléctrica.
Deben pasar un examen físico cada tres meses.
La asignación a PASKAL está condicionada a la aprobación de la Prueba Física PASKAL (PST). Se espera que los futuros alumnos superen los mínimos.
Entre otras actividades, el PST consiste en:
- 7.8 km corriendo en 24 minutos (menos de 24 años de edad)
- 1.5 km de natación en no más de 25 minutos (en una piscina)
- 6.4 km de natación en mar abierto con carga completa de la misión - menos de 120 minutos
- Paracaidismo de día y noche en lugares de gran altura, es decir, colinas, edificios y sobre la superficie del océano
- Nadar en estilo libre por 1.5 km por debajo de los 31 minutos
- Sobrevivir en el agua con las manos y los pies completamente atados (ahogamiento)
- Buceo sin aparato respiratorio para un mínimo de 7 m de profundidad

### Reclutamiento básico
- Pre-selección / calentamiento
- Comando básico de PASKAL
- Resistencia al buceo
- Submarinismo básico

### Desarrollo de carrera
- Inscripción de primera clase
- Maniobra de combate bajo el agua
- Tasa de inscripción líder
- Matriculación de suboficial
- Combate de buceo / combate submarino
- Combate Naval

Los miembros de PASKAL conducen el entrenamiento con las unidades aliadas de la lucha contra el terrorismo de la nación tales como el Regimiento de Servicio Aéreo Especial, Servicio Aéreo Especial y la Cuerpo de Marines de los Estados Unidos.
El 26 de agosto de 1991, el Consejo de Seguridad Nacional declaró a PASKAL como principal contra-terrorista de Malasia encargado de las plataformas petroleras y la seguridad del petrolero. Forma uno de los elementos de la Fuerza de Reacción Rápida.

### Curso de Especialización-Especialista
Técnicas de inserción
- HALO/HAHO: Táctica, inserción en paracaídas de caída libre de gran altitud, empleada en la inserción encubierta en territorio enemigo
- Inserción / extracción especiales de patrullas: Capacidad para insertar y / o extraer rápidamente una patrulla de reconocimiento o un equipo de asalto del terreno enemigo; Conducir equipo SPIE de personal de la zona de combate

Técnica de combate
Todos los reclutas de PASKAL reciben capacitación especial y están operativamente calificados para desempeñar tareas operacionales especiales. El entrenamiento consiste en:
- Seguimiento de Combate: Misiones de acción directa en terreno selvático, empleando tácticas de guerrilla, combate nocturno y técnicas dinámicas de contrainsurgencia.
- Senderismo / supervivencia en la selva: Capacidad para manejar la inserción para establecer y operar zonas de despegue, zonas de recogida y sitios de aterrizaje de helicópteros para operaciones aerotransportadas, operaciones de reabastecimiento de aire u otras operaciones aéreas en apoyo del comandante de la unidad terrestre. Habilidades de supervivencia para manejar emergencias, especialmente en bosque tropical y cabezas de playa.
- Combate cuerpo a cuerpo: Una mezcla de artes marciales malayas Silat y coreanas Taekwondo como las principales técnicas de combate mano a mano para derrotar al enemigo a muy corta distancia.
- Combate en espacios cerrados: Misión de acción directa táctica, así como operaciones de visita, inspección, inspección y decomiso (VBSS) o destrucción de gas en alta mar y plataformas petrolíferas, Tácticas y técnicas.
- Francotirador / táctica de contra-francotirador: El francotirador directo o contrarreloj en el terreno de la guerra urbana, o la guerra de la selva de reconocimiento, reducen la capacidad de combate del enemigo atacando a objetivos de alto valor y fijando y desmoralizando al enemigo, Proporcionar el fuego de cobertura para Malasia o designado fuerzas amigas de los ataques enemigos, así como francotiradores enemigos.
- Desactivación de explosivos: Capacidad para desactivar o detonar materiales explosivos, tales como bombas de tiempo, artefactos sin explotar, minas navales.
- Búsqueda y rescate de combate: Realizar búsqueda y rescate durante las misiones de guerra o de mantenimiento de la paz que se encuentren dentro o cerca de zonas de combate.
- Guerra urbana: Realizar operaciones militares en un área edificada.
- Especialista en Medicamentos de Combate: Médico especializado para brindar primeros auxilios y atención de trauma de primera línea.
- Lengua extranjera: Capacitación en idiomas extranjeros para comunicarse con fuerzas aliadas.

La recogida de información
Además de las habilidades de combate y de inserción, las unidades de PASKAL son capaces de reunir información para proporcionar orientación a los comandantes en apoyo de sus decisiones. Las capacidades de inteligencia incluyen:
- Contraespionaje: Contra-inteligencia táctica para evitar que organizaciones de inteligencia hostiles / enemigas recolecten y recolecten inteligencia.
- Inteligencia de señales – SIGINT: SIGINT táctico, la guerra electrónica basada en tierra limitada y el monitoreo y análisis de seguridad de las comunicaciones en apoyo directo. Esto se logra empleando equipos de recolección y búsqueda de direcciones orgánicas, así como a través de la conectividad con activos SIGINT / EW nacionales y de teatro.
- C4-I (Comunicaciones, mando, control, coordinación, inteligencia) Implementaciones de Sistemas: Técnicas Tácticas C4-I para proporcionar inteligencia al centro de mando. El objetivo es un conocimiento profundo de los procedimientos, capacidades y limitaciones mutuos de mando y control desarrollados a través de la participación continua en ejercicios conjuntos y combinados.
- Reconocimiento especial: Reconocimiento detrás de las líneas enemigas, evitando el combate directo y la detección por el enemigo.
- Patrulla de Reconocimiento a Largo Plazo: Uso de equipos de cuatro a seis personas en reconocimiento y patrullas de combate, ya sea obteniendo inteligencia, o realizando incursiones y emboscadas.

Las tácticas y la organización de PASKAL están fuertemente influenciadas por el Servicio Especial de Embarcaciones (SBS) británico y por el Grupo de Desarrollo de Guerra Naval Especial de los Estados Unidos. PASKAL entrena generalmente con GGK así como SEALs, marina indonesia KOPASKA y el SBS.

## Equipos y estructura

### Unidades Navales de Operaciones Especiales
Los detalles de la mano de obra de esta unidad son altamente clasificados. Se cree que es un regimiento dividido en dos unidades de operaciones - PASKAL Unit Satu (PASKAL - Primera Unidad) basada en la Base Naval Amphibious de Lumut en Perak en Malasia Peninsular, y PASKAL Unit Dua (PASKAL - 2da Unidad) basada En KD Sri Semporna, una base anfibia naval en Semporna, Sabah. Una empresa-fuerza ( desprendimiento ) se basa en la Base Naval Teluk Sepanggar cerca de Kota Kinabalu, Sabah.

### Estructura
PASKAL se organiza operativamente en escuadrones de al menos cuatro compañías (o pelotones) cada una. A su vez, cada empresa está organizada en torno a la estructura de los Boinas Verdes de los Alfa, Bravo, Charlie y los Destacamentos Delta. La unidad más pequeña de PASKAL es la tropa del barco, con siete hombres. Cada empresa PASKAL se compone de:
Pelotón alfa
La Fuerza Versátil de Operaciones Especiales, capacitada principalmente para la lucha contra el terrorismo marítimo y otras operaciones de rescate en buques de carga y plataformas petrolíferas, así como en el terreno urbano. Este pelotón está equipado con sistemas de cobertura individuales para combates cercanos.
Pelotón de Bravo
Un equipo de buceo de combate de oxígeno y un equipo especial de operaciones aéreas, que permiten la infiltración silenciosa del territorio enemigo. Este equipo también está entrenado para recopilar datos de inteligencia para ayudar al escuadrón de asalto.
Pelotón de Charlie
Un equipo auxiliar con el rol de fortalecer la capacidad de operaciones especiales detrás de las líneas enemigas.
Pelotón Delta
El equipo de guerra convencional que dominó la guerra anfibia de los equipos de PASKAL con habilidades de operación especial en el suelo y francotiradores.
Cada escuadrón contiene una mezcla de especialistas que se ajusta a los detalles de la misión o área donde se le ha encargado operar. Cada escuadrón lleva normalmente un Equipo de Inteligencia de Combate (Tim Risik Gempur, TRG), entrenado en inteligencia táctica marítima, contrainteligencia y operaciones psicológicas.

## Uniformes e insignias
Rojo púrpura (Magenta) de color de la boina
La boina magenta refleja la identidad de PASKAL y su estrecha relación con la Infantería de Marina de Indonesia.
Cordón azul marino
El acollador azul marino refleja la marina de guerra real de Malasia y refleja posiblemente a sus instructores fundadores, el comando real británico de los infantes de marina.
Camuflaje
El uniforme de camuflaje de PASKAL es idéntico al usado por los SEALs de la marina de guerra de los Estados Unidos. Refleja la relación cercana con esta unidad de las fuerzas especiales de los Estados Unidos de las cuales PASKAL recibe el entrenamiento.
Trimedia
El "Trimedia" es el emblema principal de PASKAL que es usado por cada soldado de PASKAL. Los diversos componentes simbolizan:
- Ala - el símbolo tradicional para la capacidad aerotransportada
- Emblema Aletas & Máscara de buceo - simboliza la capacidad de infiltración por vía marítima
- Cuchillo de combate - simboliza la capacidad de guerra de selva
- Ancla - el símbolo de la Real Armada de Malasia.

## Armamento y equipamiento

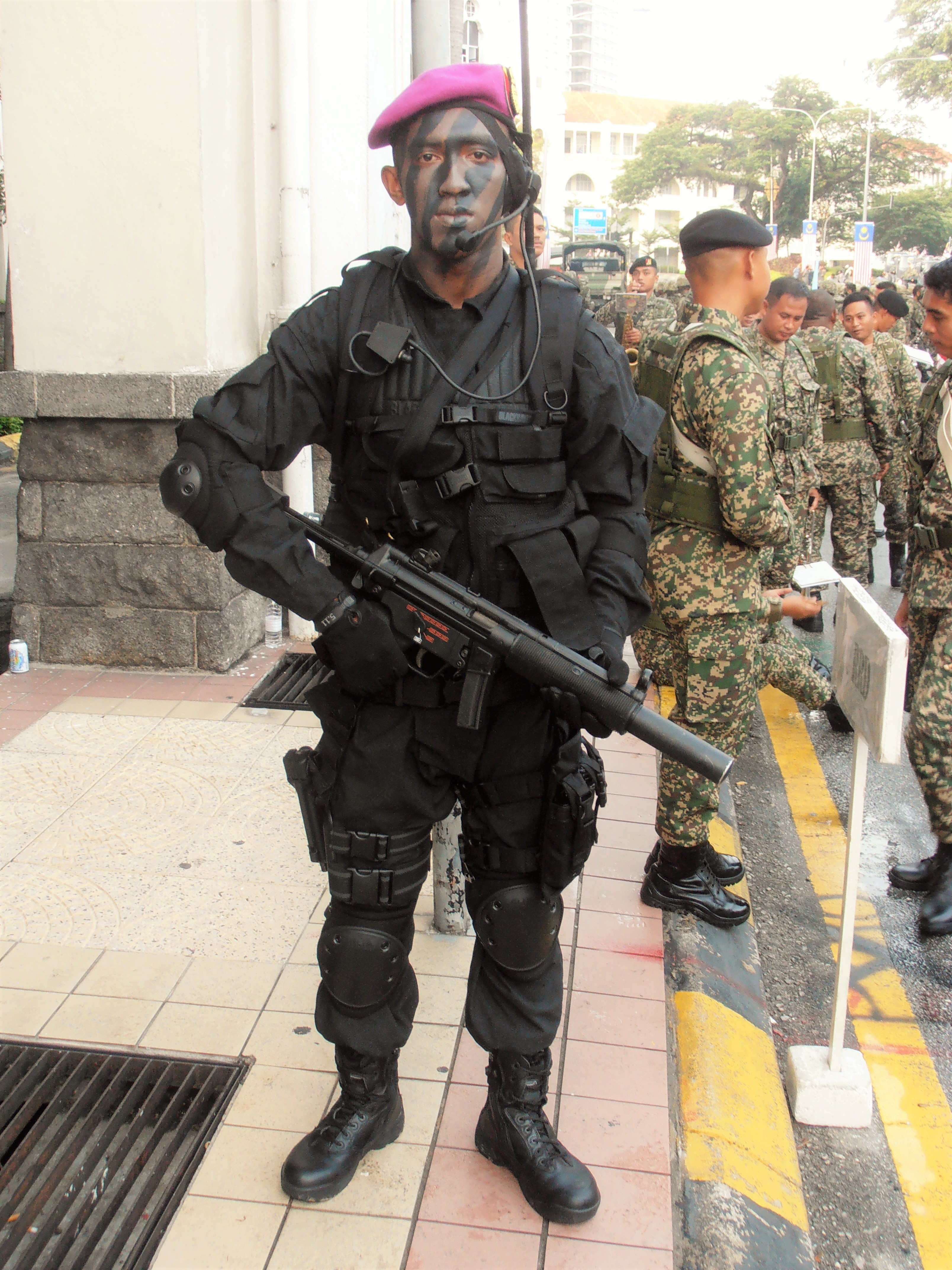
Comando PASKAL con HK MP5SD6.

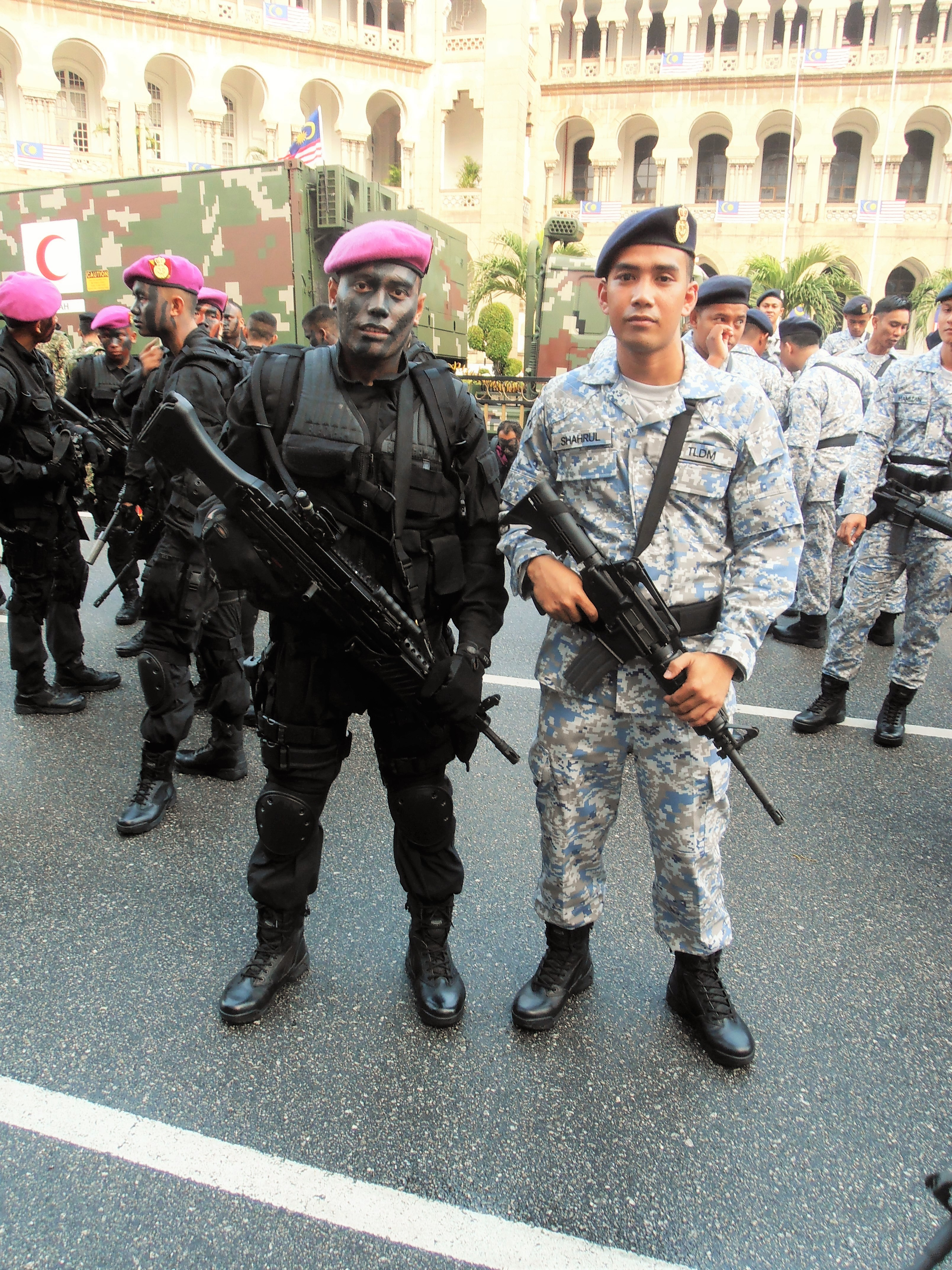
Artillero de PASKAL con un HK MG4-KE.

El inventario de armas y equipos es un tema confidencial. Los equipos de PASKAL utilizan el equipo diseñado para una variedad de situaciones del especialista incluyendo Cuartos Cercanos Combaten (CQC), guerra urbana, interdicción marítima hostil, interdicción del objetivo de largo alcance, guerra de la selva y reconocimiento especial. Sin embargo, en medio de rumores de financiamiento del consorcio de compañías petroleras y navieras además de un amplio financiamiento de la marina, el inventario de PASKAL actualmente incluye algunos de los equipos más avanzados y sofisticados del mundo.
Las contribuciones voluntarias del consorcio petrolero y de las compañías navieras garantizan que PASKAL dispone de medios suficientes para adquirir armas y equipos especializados, como armaduras pesadas, escudos balísticos, herramientas de entrada, vehículos tácticos, óptica avanzada de visión nocturna y detectores de movimiento mucho más modernos y sofisticados En comparación con las otras unidades de fuerzas especiales de las fuerzas armadas de Malasia. Todo el armamento y equipo fue adquirido bajo el programa de Armas Subacuáticas Ofensivas implementado bajo los Nueve Planes de Malasia.

### Uniformes
El personal de PASKAL usa uniformes de utilidad similares a los uniformes tácticos usados por los militares. Muchas fuerzas armadas divergieron de los uniformes estándar de color negro o azul, y los uniformes de PASKAL ahora incluyen patrones de camuflaje de US Woodland idénticos a los usados por SEALs.
Originalmente unidades PASKAL fueron equipadas con pasamontañas y M40 Field Protective Mask, o incluso PRO-TEC cascos de béisbol de fibra de vidrio. Las modernas unidades PASKAL suelen utilizar los cascos ligeros FAST. Pasamontañas ignífugas se utilizan a menudo para proteger la cara, así como para proteger la identidad de los miembros del equipo. Chalecos balísticos, a veces incluyendo insertos de placa rígida, son estándar.

### Armamento
Los equipos de PASKAL emplean una variedad de armas, las armas más comunes incluyen escopetas, ametralladoras, rifles de asalto, ametralladoras, rifles de francotirador y lanzagranadas. En la actualidad, opera un armamento estadounidense y alemán, pero en la guerra marítima de Langkawi (LIMA 2015), utilizaron armas Heckler & Koch, incluyendo la pistola subacuática HK UMP45, HK416, G36 y un fusil de asalto ligero XM8. Las fotos tomadas durante los desfiles nacionales incluyendo los aniversarios de TLDM, así como LIMA y de las revistas de defensa locales indican el uso de lo siguiente:

#### Pistolas
- Glock 17 - Edición estándar para TLDM personnels, siendo complementado con Glock 18C
- Heckler & Koch P9S - Limitado usado por TLDM personals.
- Heckler & Koch P11 Pistola submarina.
- Heckler & Koch P30 - Adoptar para ser usado por TLDM personales.
- Vektor SP1 - Adoptar limitado utilizado por PASCAL personales.

#### Escopetas
- Remington 870 18.5mm Marine Magnum - Como el M870 y Escopeta de Combate Modular. Se puede usar en el combate de cerca o como un arma de violación. Están siendo eliminados a favor de la escopeta HK Fabarm FP6.
- Remington 1100 18.5mm Tacticals - Semi automática de calibre 12 de la escopeta.
- Heckler & Koch FABARM FP6 - Una escopeta de combate de acción de bomba de 12 calibres, que se emite como un reemplazo para el M870.

#### Subfusiles
- FN P90[8] - Una ametralladora de alta potencia utilizada por PASKAL y capaz de penetrar el chaleco CRISAT en un rango de 200 m (219 yd), o un chaleco de Kevlar de Nivel IIIA en el mismo rango.
- Heckler & Koch MP5 En todos los tipos y variantes. Un MP5 estándar ha sido equipado con un lanzagranadas RM Equipment M203PI.
- Heckler & Koch MP7 - Un arma de defensa personal conocida para ser utilizada por los operadores de PASKAL cuando las misiones requieren un arma muy compacta y potente, especialmente para la protección cercana.
- Heckler & Koch UMP .45 ACP

#### Fusiles de asalto y carabinas
- Colt M16A1 (Con 20 rondas de revistas STANAG fabricadas con Colt, revistas de tambor Beta C-Mag de 100 rondas) - Antiguo brazo primario de PASKAL, reemplazado por el M4A1, HK416, G36 y otros. Aún en uso con otros equipos de PASKAL, así como con personal de apoyo y uso ceremonial solamente.
- Colt M4A1 Carbines - Variante de la longitud de la carabina del M16A2 con el material plegable como el rifle estándar de las fuerzas armadas de arma de Malasia, equipado con el módulo del bloque I de la modificación peculiar de las operaciones especiales (SOPMOD).
- Heckler & Koch G36 - Carabinas G36C, G36E y G36KE en uso.
- Heckler & Koch HK416[9][10][11] El fusil primario utilizado por PASKAL, adjunto con Aimpoint CompM4S, Supresor Brügger & Thomet y Módulo de luz láser Oerlikon Contraves LLM01.
- Heckler & Koch XM8 - Un ex proyectos militares de los estadounidenses basados en el G36 fue entregar a PASKAL para reducir la dependencia excesiva de los rifles M4A1.

#### Fusiles anti-material
- Accuracy International AW50 – Rifle anti-material de acción con pernos .50 BMG (12.7×99mm NATO).
- Armalite AR-50
- DSR-Precision GmbH DSR-50
- Robar RC-50 – En uso como respuesta a los requerimientos emitidos para un rifle anti-materiel.

#### Fusiles de tirador designado
- Heckler & Koch HK417 - Mejora de la versión de tirador del fusil HK416.
- Heckler & Koch MSG-90 - MSG90A1 variante en uso

#### Fusiles de francotirador
- Accuracy International Arctic Warfare
- DSR-Precision GmbH DSR-1 - .308 Winchester rifles sniper subsónicos bullpup.
- Fusil M14 - En uso como rifle de francotirador. Se selecciona la capacidad de fuego seleccionada.
- M24 SWS - En uso como rifles de francotirador.

#### Ametralladoras
- CETME Ameli
- FN Minimi - 5,56 × 45mm ametralladora ligera, siendo eliminado a favor de la HK MG4.
- Heckler & Koch MG4 - 5.56mm arma de la correa-fedmachine, siendo emitida como reemplazo para el Minimi.
- FN MAG - 7.62 × 51mm ametralladora media utilizada principalmente en buques y helicópteros.
- Vektor SS-77 - 7.62 × 51mm ametralladora media utilizada principalmente en buques más ligeros y helicópteros.

#### Lanzagranadas
- Lanzagranadas M203
- Heckler & Koch AG36 – Un lanzador de granadas de 40mm con un solo tiro, equipado con rifles HK416, G36 y XM8.
- Heckler & Koch GMG
- Lanzagranadas M320

### Vehículos
PASKAL utiliza vehículos especializados, entre ellos, PASKAL emplea botes inflables y lanchas rápidas, así como minisubmarinos conocidos como: Underwater Delivery Vehicle (UDV) para infiltraciones en áreas hostiles. La adquisición de dos submarinos Scorpène que están siendo construidos conjuntamente por DCNS, Francia y Navantia por (KD Tunku Abdul Rahman, la puesta en marcha de enero de 2009, "KD Tun Razak" puesta en marcha de octubre de 2008) se espera que aumentará aún más las capacidades del grupo PASKAL y su rango operativo.

## Notables miembros de PASKAL
- Primer almirante Assoc. Prof. Dr. Haji Mohd Sutarji Bin Kasmin (jubilado) - primer comandante de PASKAL, considerado padrino de PASKAL
- Vice-Almirante Dato 'Haji Nasaruddin Bin Othman (jubilado) - segundo comandante de PASKAL, en reemplazo del Primer Almirante Dr. Haji Sutarji Kasmin
- Primer Almirante Dato 'Saifudin Bin Kamarudin
- Capitán Jamaludin Bin Mohd Saman RMN
- Comandante Abd Malek Bin Hj Mohd Daud RMN
- Comandante 806879 Ahmad Ramli Bin Kardi - honrado Ahli Mangku Negara, Medalla Ahli Mahkota Perak
- Comandante Anuar Bin Alias - honorado Panglima Gagah Berani medalla
- Comandante George Paul Thomas Rozario
- Teniente Comandante Che Adnan Bin Mat Isa
- Teniente Comandante Samrus Bin Che Dan (fallecido el 18 de junio de 2012)
- Jefe Maestro Alquimista Mohd Sala Bin Bahari
- Seaman Hairi Mat Balong
- El marinero ordinario Sukeri Bin Abdullah (1994-1997)
- Jefe de Suboficial 814726 Mohd Idros bin Mohd Yusof

## Operaciones
PASKAL se ha desplegado en las siguientes operaciones:

### Operación amanecer(Ops Fajar)
Los agentes de PASKAL se desplegaron después del secuestro por parte de piratas somalíes de dos buques mercantes malasios, Bunga Melati 2 propiedad de MISC y Bunga Melati 5. El destacamento de PASKAL fue encargado para la recolección de inteligencia y también para proporcionar seguridad al equipo malasio que negociaba la liberación de Tanto los buques como su tripulación. Esta operación, conocida como Ops Fajar (Operación Amanecer) también involucró a Royal Navy de Malasia activos que comprenden KD Lekiu, KD Sri Inderapura, así como elementos apoyados de fuerzas especiales del Ejército de Malasia, Grup Gerak Khas así como algunos activos de TUDM.

### Operaciones de rescate de Zhenhua 4
18 de diciembre de 2008 - La Real Marina de Malasia rescató el miércoles un buque chino "Zhenhua 4" en el Golfo de Adén, el mismo día en que el Consejo de Seguridad de las Naciones Unidas decidió ser más firme contra los piratas somalíes . El Zhenhua 4 fue atacado por nueve piratas armados alrededor del mediodía del miércoles mientras se dirigía desde Yibuti a China.
Llamado por la Fuerza de Tarea Combinada 150 (CTF-150), la coalición multinacional que patrulla el golfo infestado de piratas, el KD Sri Inderasakti de la RMN despachó un helicóptero (incluyendo comandos navales de PASKAL) a la escena. El helicóptero disparó dos disparos de advertencia en el esquife de los piratas, provocando que cancelaran el ataque contra el pesado portador de carga Zhenhua 4 y huyeran.

### Operaciones de rescate de MV Abul Kalam Azad
1 de enero de 2009 - Operarios de PASKAL junto con RMN KD Sri Inderasakti, comandado por el capitán Mohamad Adib Abdul Samad experimentó su primer combate en el año nuevo cuando su helicóptero Fennec expulsó dos skiffs piratas persiguiendo al petrolero de crudo indios MT Abul Kalam Azad en el Golfo de Aden. El buque de 92.000 toneladas, con 40 tripulantes, se dirigía hacia el Canal de Suez con una carga llena de crudo, navegando en el golfo a las 11.37 horas (hora de Malasia) cuando fue atacado por piratas en dos esquistos. Uno de los barcos tenía siete hombres en él, todos armados con [AK-47] s y ametralladoras. Desataron un aluvión de fuego en el puente y la zona de alojamiento de la nave. También trataron de abordarlo, todo el tiempo manteniendo el ataque.
Sin embargo, el barco comenzó a tomar medidas evasivas y aumentó la velocidad al máximo. Esto fue también cuando se emitió una señal de socorro, que fue recogido por el buque de apoyo de la marina de guerra de Malasia KD Sri Indera Sakti a unos 15 millas náuticas de distancia. En respuesta rápida, el capitán Mohamad Adib despachó el helicóptero de combate Fennec, armado con dos ametralladoras de uso general, y una élite de las Fuerzas Especiales Navales, PASKAL, francotirador en el aire. El helicóptero de Malasia se unió a un helicóptero Eurocopter AS 365 Dauphin de la Real Armada Saudita, efectivamente asustando a los piratas.
El capitán del Abul Kalam Azad había pedido inicialmente que se uniera al convoy de la Corporación Internacional de Transporte de Malasia, acompañado por Sri Indera Sakti, pero más tarde aceptó la oferta de un barco de la Arabia Saudita para escoltarla hasta su destino. El jefe del Centro de Información sobre Piratería de la Oficina Marítima Internacional, Noel Choong, dijo que la tripulación del Abul Kalam Azad reportó haber visto a los piratas vestidos de estilo militar.

### Operación Amanecer 8: Golfo de Adén
20 de enero de 2011 - Los equipos marítimos de asalto contra el terrorismo de PASKAL frustraron con éxito un intento de secuestro por parte de los piratas somalíes en el buque químico de Malasia, "MT Bunga Laurel", en el Golfo de Adén. El buque-tanque, cargado con aceite lubricante y dicloruro de etileno que se encaminaba hacia Singapur en el momento oportuno, fue atacado por la nave nodriza con 18 piratas armados a unas 300 millas náuticas al este de Omán a las 23:40. Bajo la cobertura de la oscuridad, siete piratas armados con rifles de asalto AK-47, ametralladoras ligeras y pistolas emergieron repentinamente de un bote de esquí y comenzaron a abordar el buque tanque, disparando al azar. La tripulación de  MT Bunga Laurel  activó la alarma y el Centro de Informes de Emergencia MISC (ERC) recibió una señal de emergencia de seguridad alrededor de las 11:37pm. Con la orden recibida para rescatar, los PASKAL en dos barcos, conducidos por el Teniente Comandante Mohd Maznan Bin Mohd Said y el Teniente Noor Asri Bin Roslan, fueron desplegados del barco auxiliar de Bunga Mas Lima, ubicado a 14 millas náuticas (25.9 km) de distancia. A las 1:20am con la ayuda del helicóptero de ataque Fennec pilotado por el teniente Jason Solomon John proveyó reconocimiento y cobertura aérea.
Los PASKAL subieron al tanque y sometieron a los piratas y comenzaron el tiroteo con los comandos mientras el helicóptero lanzaba varios disparos a la nave madre del pirata a raya. Al menos tres piratas fueron heridos en el tiroteo con los comandos, y cuatro capturados a bordo, mientras que otros 11 en su nave madre decidieron rendirse y se apoderaron de las armas y municiones. Las 23 tripulaciones  Bunga Laurel  rescatadas con éxito y ninguna entre las bajas y pérdidas a los filipinos y malasios incluyendo PASKALs en la batalla. La acción rápida evitó que el MISC perdiera la carga digno de un RM30mil estimado, y ahorró a 23 miembros filipinos de la tripulación a bordo del recipiente. El Bunga Mas Lima  acababa de completar la tarea de escoltar al petrolero y otro transportista de gas natural licuado MISC,  MT Seri Balhaf , con destino a Fujairah, a una zona segura llamada Easton 4 en el golfo. El primer ministro de Malasia, Najib Razak, elogió al equipo por su eficiencia en el manejo de la crisis; Los piratas capturados fueron finalmente llevados a Malasia para ser juzgados.

### Conflicto en Lahad Datu
Las unidades PASKAL fueron enviadas a Lahad Datu, Sabah como parte del equipo de fuerzas de seguridad de Malasia para asegurar el área. Las unidades, junto con GGK, PASKAU, PGK y UNGERIN desempeñan papeles principales en el rastreo y la neutralización del grupo terrorista del sur filipino.

## En la cultura popular
En 2018 se estrenó una película malaya del director Adrian Teh inspirada en la actuación de las PASKAL en el operativo del Golfo de Adén en 2011, tras lo cual se centra en un imaginario ataque de piratas filipinos, ayudados de un ex-miembro del cuerpo, a una plataforma petrolífera de una SPC en aguas malayas. El título de la película es PASKAL: The Movie.